# Tân Tây du ký (chương trình truyền hình)
Tân Tây du ký (tiếng Hàn: 신서유기; Romaja: SinSeoYuGi) là một chương trình truyền hình thực tế-du lịch Hàn Quốc được phát sóng trực tiếp trên Naver TVCast từ 4 tháng 9 năm 2015. Đây là dự án đầu tiên từ “tvN Go,” thương hiệu nội dung kỹ thuật số từ kênh truyền hình cáp tvN.
Trong mùa 1, chương trình là sự tái hợp của các thành viên 2 Ngày & 1 Đêm mùa 1 Lee Seung-gi, Kang Ho-dong, Eun Ji-won, và Lee Su-geun. Mỗi người trong bốn thành viên chọn một nhân vật trong tiểu thuyết cổ “Tây Du Ký” của Trung Quốc để bắt đầu chuyến du lịch bụi 5 ngày và 4 đêm từ Tây An, Trung Quốc.
Sang tới mùa 2, nam diễn viên Lee Seung-gi đã xác nhận sẽ ngừng tham gia chương trình và thay vào đó là nam diễn viên Ahn Jae-hyun. Mỗi người trong bốn thành viên chọn một nhân vật trong tiểu thuyết cổ “Tây Du Ký” của Trung Quốc để bắt đầu chuyến du lịch bụi tới Thành Đô và Lệ Giang của Trung Quốc
Mùa 3 và mùa 4 còn có sự góp mặt của 2 Idol là Mino (WINNER) và Kyuhyun (Super Junior). Mùa 3 ngoài 4 nhân vật cũ thì có thêm 2 nhân vật tới từ bộ truyện Dragon Ball đình đám - Quy lão Kame và Bulma. Mùa này điểm đến mà các thành viên sẽ tới là Quế Lâm và Hạ Môn, Trung Quốc. 
Vào mùa 4, Ekip của chương trình đã quyết định chọn Việt Nam là điểm đến của mùa này sau 3 mùa liên tiếp tổ chức tại Trung Quốc. 2 nhân vật mà mùa 3 mới bổ sung sẽ bị thay thế bởi 2 nhân vật khác trong bộ truyện Dragon Ball là Piccolo và Krillin. Đây cũng là lần đầu tiên mà "bầy quỷ" thu thập được đủ số Ngọc Rồng để thực hiện điều ước và cũng là lần đầu tiên một mùa có phần 2. Sau chương trình, Kyuhyun tạm dời chương trình để nhập ngũ. Nhưng vì có đủ số Ngọc Rồng, Kyuhyun đã ước sẽ quay trở lại chương trình sau khi nhập ngũ và đã được tvN xác nhận. Ngoài ra, sau chương trình, tvN tiếp tục phát sóng "Tân Tây Du Kí ngoại truyện" là những chương trình được tạo ra bởi điều ước của các thành viên. Mino đã cùng các thành viên WINNER thực hiện chương trình "WINNER - Tuổi Trẻ Đẹp Hơn Hoa" gồm 4 tập kể về những con người bị bắt cóc tới Tây Úc. Họ sẽ có một chuyến du lịch với Hộ chiếu, Điện thoại và tiền tiêu vặt mỗi ngày do PD cung cấp. Sau đó, chương trình Quán ăn Kang lên sóng với 5 thành viên của Tân Tây Du Kí (Kyuhyun đang nhập ngũ nên không tham gia). Họ sẽ cùng lập nên một quán ăn trên đảo Jeju và điều hành nó. Chủ quán là diễn viên Kang Ho-dong. Khẩu hiệu quán là "Chủ quán còn ăn nhiều hơn khách".
Vào mùa 5, ekip đã quyết định bổ sung ca sĩ P.O (Block B) vào dàn diễn viên của chương trình. Ngoài ra danh sách nhân vật mùa này cũng hầu hết được thay thế đa dạng hơn chứ không xoay quanh bộ truyện Dragon Ball và cuốn tiểu thuyết "Tây Du Ký".

## Nghệ sĩ tham gia và nhân vật
| Thành viên               | NHÂN VẬT           | NHÂN VẬT             | NHÂN VẬT             | NHÂN VẬT            | NHÂN VẬT           | NHÂN VẬT                     | NHÂN VẬT              | NHÂN VẬT                          | NHÂN VẬT           |
| Thành viên               | Mùa 1              | Mùa 2                | Mùa 2                | Mùa 3               | Mùa 3              | Mùa 4                        | Mùa 4                 | Mùa 5                             | Mùa 6              |
| Thành viên               | Tây An, Trung Quốc | Thành Đô, Trung Quốc | Lệ Giang, Trung Quốc | Quế Lâm, Trung Quốc | Hạ Môn, Trung Quốc | Hà Nội & Hải Phòng, Việt Nam | Sa Pa, Việt Nam       | Hong Kong                         | Hokkaido, Nhật Bản |
| ------------------------ | ------------------ | -------------------- | -------------------- | ------------------- | ------------------ | ---------------------------- | --------------------- | --------------------------------- | ------------------ |
| Kang Ho-dong             | Trư Bát Giới       | Trư Bát Giới         | Tôn Ngộ Không        | Trư Bát Giới        | Tôn Ngộ Không      | Trư Bát Giới                 | Tôn Ngộ Không         | Vô Diện                           | Dưa Hấu            |
| Lee Soo-geun             | Tôn Ngộ Không      | Huyền Trang          | Sa Tăng              | Quy lão Kame        | Sa Tăng            | Piccolo                      | Krillin               | Chucky                            | Lê                 |
| Eun Ji-won(Sechs Kies）  | Sa Tăng            | Tôn Ngộ Không        | Huyền Trang          | Bulma               | Huyền Trang        | Tôn Ngộ Không                | Sa Ngộ Tĩnh (Sa Tăng) | Grim Reaper (Death Angel)         | Nông Dân           |
| Kyuhyun （Super Junior） | —                  | —                    | —                    | Tôn Ngộ Không       | Trư Bát Giới       | Sa Ngộ Tĩnh (Sa Tăng)        | Trư Bát Giới          | —                                 | —                  |
| Song Mino (Winner)       | —                  | —                    | —                    | Sa Tăng             | Bulma              | Krillin                      | Piccolo               | Virgin Female Ghost (Ma Trinh Nữ) | Nho                |
| P.O （Block B）          | —                  | —                    | —                    | —                   | —                  | —                            | —                     | Ma Cà Rồng                        | Mầm Cây            |
| CỰU THÀNH VIÊN           | NHÂN VẬT           | NHÂN VẬT             | NHÂN VẬT             | NHÂN VẬT            | NHÂN VẬT           | NHÂN VẬT                     | NHÂN VẬT              | NHÂN VẬT                          | NHÂN VẬT           |
| Lee Seung-gi             | Huyền Trang        | —                    | —                    | —                   | —                  | —                            | —                     | —                                 | —                  |
| Ahn Jae-hyun             | —                  | Sa Tăng              | Trư Bát Giới         | Huyền Trang         | Quy lão Kame       | Huyền Trang                  | Huyền Trang           | Chinese Zombie (Cương Thi)        | Đào                |

| Thành viên               | NHÂN VẬT       | NHÂN VẬT             | NHÂN VẬT    | NHÂN VẬT                        | NHÂN VẬT     |
| Thành viên               | Mùa 7          | Mùa 7                | Mùa 7       | Mùa 7                           | Mùa 7        |
| Thành viên               | Hàn Quốc       | Hàn Quốc             | Hàn Quốc    | Hàn Quốc                        | Hàn Quốc     |
| ------------------------ | -------------- | -------------------- | ----------- | ------------------------------- | ------------ |
| Kang Ho-dong             | Shin Myohan    | Park Jin Young (JYP) | Tí Vua      | Panda                           | Choi Ik Huyn |
| Lee Soo-geun             | Đạo Sĩ Đầu Gối | Lee Jung Hyun        | Tí Cô Nương | Alejandro Rodriguez Juan Carlos | Avatar       |
| Eun Ji-won (Sechs Kies） | Gandalf        | Rain                 | Tí Quạu     | Santa Claus                     | E.T          |
| Kyuhyun (Super Junior)   | Thần Đèn       | Joon Sang            | Tí Cận      | Tượng Nữ Thần Tự Do             | Joker        |
| Mino (WINNER)            | Đạo Sĩ Củ Cải  | Quỷ Đỏ               | Tí Lực Sĩ   | Cleopatra                       | Jack Sparrow |
| P.O (Block B)            | Đạo Sĩ Bắp Cải | Lim Soo Jung         | Tí Điệu     | Pharaoh (Ramses II)             | Olaf         |

## Dánh sách tập
| Vai trò       | Thành viên  |
| ------------- | ----------- |
| Trư Bát Giới  | Kang Hodong |
| Huyền Trang   | Lee Seunggi |
| Tôn Ngộ Không | Lee Soogeun |
| Sa Tăng       | Eun Jiwon   |

| Ngày phát sóng      | Tập                | Tiêu đề                                                                 |
| ------------------- | ------------------ | ----------------------------------------------------------------------- |
| 4 tháng 9 năm 2015  | 1                  | The Beginning of a Legend                                               |
| 4 tháng 9 năm 2015  | 2                  | Find the Monkey King, the greatest sinner                               |
| 4 tháng 9 năm 2015  | 3                  | New Journey to the West Game Instruction Manual                         |
| 4 tháng 9 năm 2015  | 4                  | Good Things to Know Before the Race                                     |
| 4 tháng 9 năm 2015  | 5                  | Finally China! Monk Xuanzang Race - part 1                              |
| 11 tháng 9 năm 2015 | 6                  | The winner is Lee Seung Gi anyway! Monk Xuanzang Race Part 2            |
| 11 tháng 9 năm 2015 | 7                  | Ho Dong does it too, part 1! Kang Ho Dong’s first ever errand           |
| 11 tháng 9 năm 2015 | 8                  | The Birth of Trư Bát Giới                                               |
| 11 tháng 9 năm 2015 | 9                  | First Dragon Ball Mission! What happened at DeFaChang?!                 |
| 11 tháng 9 năm 2015 | 10                 | Sleeping together after 5 years! Monsters’ First Night                  |
| 18 tháng 9 năm 2015 | 11                 | Xi'an City Wall tour                                                    |
| 18 tháng 9 năm 2015 | 12                 | Exploring The Terracotta Army                                           |
| 18 tháng 9 năm 2015 | 13                 | Second Dragon Ball Mission                                              |
| 18 tháng 9 năm 2015 | 14                 | A Trembling night with the massager!                                    |
| 18 tháng 9 năm 2015 | 15                 | Who's responsible for the missing shoes?!                               |
| 22 tháng 9 năm 2015 | 11-1 (đặc biệt)    | Time limit is 30 minutes! Dragon Ball Individual Mission!               |
| 25 tháng 9 năm 2015 | 16                 | Culprit finally revealed! And breakfast at opposite extremes!           |
| 25 tháng 9 năm 2015 | 17                 | Relay Individual Mission! HoDong’s desperate struggle with ATM machine! |
| 25 tháng 9 năm 2015 | 18                 | Extraordinary Mission! Look for KyungMo PD!                             |
| 25 tháng 9 năm 2015 | 19                 | Guess it right to eat! Who is this person?                              |
| 29 tháng 9 năm 2015 | Trung thu đặc biệt | Home Cooking Monk Lee                                                   |
| 2 tháng 10 năm 2015 | 20                 | Night of Wishes! Crazy Guy Eun Ji Won’s Wish is?                        |
| 2 tháng 10 năm 2015 | 21                 | Final Mission! Fate Up to HoDong!                                       |
| 2 tháng 10 năm 2015 | 22                 | It’s All Over But Let’s Still Do One Quiz                               |
| 2 tháng 10 năm 2015 | Final              | Epilogue Made to Not Waste What Was Filmed (End)                        |

| Vai trò       | Thành viên  |
| ------------- | ----------- |
| Trư Bát Giới  | Kang Hodong |
| Huyền Trang   | Lee Soogeun |
| Tôn Ngộ Không | Eun Jiwon   |
| Sa Tăng       | Ahn Jaehyun |

| Ngày phát sóng      | Tập |
| ------------------- | --- |
| 22 tháng 4 năm 2016 | 1   |
| 29 tháng 4 năm 2016 | 2   |
| 6 tháng 5 năm 2016  | 3   |
| 13 tháng 5 năm 2016 | 4   |
| 20 tháng 5 năm 2016 | 5   |
| 27 tháng 5 năm 2016 | 6   |
| 3 tháng 6 năm 2016  | 7   |
| 10 tháng 6 năm 2016 | 8   |
| 17 tháng 6 năm 2016 | 9   |

| Mùa 2.5 |
| --- |
| Mùa 2.5 bao gồm 7 clip ngắn làm quen với 2 thành viên mới, Cho Kyuhun và Song Mino và một số điều thú vị khác. Nó được phát sóng trên Naver TVCast giữa 5-6 tháng 1. |

| Vai trò            | Thành viên  |
| ------------------ | ----------- |
| *mới* Quy lão Kame | Lee Soogeun |
| *mới* Bulma        | Eun Jiwon   |
| Trư Bát Giới       | Kang Hodong |
| Huyền Trang        | Ahn Jaehyun |
| Tôn Ngộ Không      | Cho Kyuhyun |
| Sa Tăng            | Song Minho  |

| Ngày phát sóng      | Tập |
| ------------------- | --- |
| 1 tháng 1 năm 2017  | 1   |
| 15 tháng 1 năm 2017 | 2   |
| 22 tháng 1 năm 2017 | 3   |
| 29 tháng 1 năm 2017 | 4   |
| 5 tháng 2 năm 2017  | 5   |
| 12 tháng 2 năm 2017 | 6   |
| 19 tháng 2 năm 2017 | 7   |
| 26 tháng 2 năm 2017 | 8   |
| 5 tháng 3 năm 2017  | 9   |
| 12 tháng 3 năm 2017 | 10  |

| Vai trò       | Thành viên phần 1 | Thành viên phần 2 |
| ------------- | ----------------- | ----------------- |
| *mới* Piccolo | Lee Soogeun       | Song Minho        |
| *mới* Krillin | Song Minho        | Lee Soogeun       |
| Trư Bát Giới  | Kang Hodong       | Cho Kyuhyun       |
| Huyền Trang   | Ahn Jaehyun       | Ahn Jaehyun       |
| Tôn Ngộ Không | Eun Jiwon         | Kang Hodong       |
| Sa Tăng       | Cho Kyuhyun       | Eun Jiwon         |

| Ngày phát sóng      | Tập | Ghi chú                                          |
| ------------------- | --- | ------------------------------------------------ |
| 13 tháng 6 năm 2017 | 1   | Đến Hà Nội, Việt Nam.                            |
| 20 tháng 6 năm 2017 | 2   | Đến khách sạn Army Hotel và trò chơi Dragon Ball |
| 27 tháng 6 năm 2017 | 3   | Đi đến đảo Cát Bà                                |
| 4 tháng 7 năm 2017  | 4   | Đảo Cát Bà: Trò chơi Cone và đoán người          |
| 11 tháng 7 năm 2017 | 5   | Thành phố nước- Hải Phòng và cuộc thi võ thuật   |
| 18 tháng 7 năm 2017 | 6   | Phần 1 kết thúc, trò chơi Dragon Ball            |
| 25 tháng 7 năm 2017 | 7   | Phần 2 bắt đầu, đi đến Sa Pa, Việt Nam           |

## Tỷ lệ người xem
Xếp hạng dựa trên AGB Nielsen Media Research công bố.

### Mùa 2
| Tập #      | Ngày phát sóng       | AGB Rating |
| ---------- | -------------------- | ---------- |
| 1          | 22 tháng 04 năm 2016 | 2.722%     |
| 2          | 29 tháng 04 năm 2016 | 2.688%     |
| 3          | 06 tháng 05 năm 2016 | 2.746%     |
| 4          | 13 tháng 05 năm 2016 | 5.012%     |
| 5          | 20 tháng 05 năm 2016 | 3.662%     |
| 6          | 27 tháng 05 năm 2016 | 3.480%     |
| 7          | 03 tháng 06 năm 2016 | 2.862%     |
| 8          | 10 tháng 06 năm 2016 | 3.660%     |
| 9          | 17 tháng 06 năm 2016 | 3.862%     |
| Trung bình | Trung bình           | 3.410%     |

### Mùa 3
| Tập #      | Ngày phát sóng       | AGB Rating | TNMS Rating |
| ---------- | -------------------- | ---------- | ----------- |
| 1          | 08 tháng 01 năm 2017 | 3.6%       | 3.8%        |
| 2          | 15 tháng 01 năm 2017 | 3.5%       | 3.6%        |
| 3          | 22 tháng 01 năm 2017 | 3.6%       | 3.9%        |
| 4          | 29 tháng 01 năm 2017 | 3.1%       | 3.3%        |
| 5          | 05 tháng 02 năm 2017 | 3.5%       | 3.4%        |
| 6          | 12 tháng 02 năm 2017 | 3.1%       | 3.8%        |
| 7          | 19 tháng 02 năm 2017 | 3.5%       | 4.8%        |
| 8          | 26 tháng 02 năm 2017 | 3.7%       | 4.2%        |
| 9          | 5 tháng 03 năm 2017  | 3.4%       | 4.1%        |
| 10         | 12 tháng 03 năm 2017 | 2.8%       | 3.7%        |
| Trung bình | Trung bình           | 3.38%      | 3.86%       |

### Mùa 4
| Tập #      | Ngày phát sóng       | AGB Rating | TNMS Rating |
| ---------- | -------------------- | ---------- | ----------- |
| 1          | 13 tháng 06 năm 2017 | 3.3%       | 5.3%        |
| 2          | 20 tháng 06 năm 2017 | 2.8%       | 3.6%        |
| 3          | 27 tháng 06 năm 2017 | 3.5%       | 4.5%        |
| 4          | 04 tháng 07 năm 2017 | 3.8%       | 4.8%        |
| 5          | 11 tháng 07 năm 2017 | 3.2%       | 4.0%        |
| 6          | 18 tháng 07 năm 2017 | 4.3%       | 5.9%        |
| 7          | 25 tháng 07 năm 2017 | 3.5%       | 5.5%        |
| 8          | 01 tháng 08 năm 2017 | 4.4%       |             |
| 9          | 08 tháng 08 năm 2017 | 4.6%       |             |
| 10         | 15 tháng 08 năm 2017 | 5.1%       |             |
| 11         | 22 tháng 08 năm 2017 | 3.9%       |             |
| Trung bình | Trung bình           | 3.85%      |             |

### Mùa 5
| Tập #      | Ngày phát sóng       | AGB Rating [6] |
| ---------- | -------------------- | -------------- |
| 1          | 30 tháng 09 năm 2018 | 5.7%           |
| 2          | 07 tháng 10 năm 2018 | 4.8%           |
| 3          | 14 tháng 10 năm 2018 | 5.3%           |
| 4          | 21 tháng 10 năm 2018 | 4.6%           |
| 5          | 28 tháng 10 năm 2018 | 4.8%           |
| Trung bình | Trung bình           | 5.04%          |

### Mùa 6
| Tập #      | Ngày phát sóng       | AGB Rating [7] |
| ---------- | -------------------- | -------------- |
| 1          | 04 tháng 11 năm 2018 | 5.6%           |
| 2          | 11 tháng 11 năm 2018 | 6.3%           |
| 3          | 18 tháng 11 năm 2018 | 6.6%           |
| 4          | 25 tháng 11 năm 2018 | 6.8%           |
| 5          | 02 tháng 12 năm 2018 | 5.4%           |
| Trung bình | Trung bình           | 6.14%          |

### Mùa 7
| Tập #      | Ngày phát sóng       | AGB Rating [8] |
| ---------- | -------------------- | -------------- |
| 1          | 25 tháng 10 năm 2019 | 5.7%           |
| 2          | 01 tháng 11 năm 2019 | 6.6%           |
| 3          | 08 tháng 11 năm 2019 | 6.0%           |
| 4          | 15 tháng 11 năm 2019 | 6.4%           |
| 5          | 22 tháng 11 năm 2019 | 5.5%           |
| 6          | 29 tháng 11 năm 2019 | 6.4%           |
| 7          | 06 tháng 12 năm 2019 | 6.1%           |
| 8          | 13 tháng 12 năm 2019 | 6.4%           |
| 9          | 20 tháng 12 năm 2019 | 5.5%           |
| 10         | 27 tháng 12 năm 2019 | 5.9%           |
| 11         | 03 tháng 01 năm 2020 | 5.8%           |
| Trung bình | Trung bình           | 6.03%          |

## Giải thưởng và đề cử
| Năm  | Giải thưởng  | Thể loại                         | Người nhận                                             | Kết quả   |
| ---- | ------------ | -------------------------------- | ------------------------------------------------------ | --------- |
| 2016 | tvN10 Awards | Giải nội dung xuất sắc, giải trí | Tân Tây du ký                                          | Đoạt giải |
| 2016 | tvN10 Awards | Icon thực tế                     | Kang Ho-dong, Lee Soo-geun, Eun Ji-won và Ahn Jae-hyun | Đề cử     |

## Ngoại truyện
| Năm  | Chương trình                                       | Thành viên                                                                             | Số tập |
| ---- | -------------------------------------------------- | -------------------------------------------------------------------------------------- | ------ |
| 2017 | WINNER - Tuổi Trẻ Đẹp Hơn Hoa (Youth Over Flowers) | WINNER (Mino)                                                                          | 4      |
| 2017 | Kang's Kitchen - Mùa 1                             | Kang Ho-dong, Lee Soo-guen, Ahn Jae-hyun, Mino, Eun Jiwon, Na Young-seok               | 6      |
| 2019 | Kang's Kitchen - Mùa 2 (Kangbokki)                 | Kang Ho-dong, Lee Soo-guen, Ahn Jae-hyun, Mino, Eun Jiwon, Kyuhyun, P.O, Na Young-seok | 6      |
| 2019 | Kang's Kitchen – Mùa 3 (Kang's Pizza)              | Kang Ho-dong, Lee Soo-guen, Ahn Jae-hyun, Mino, Eun Jiwon, Kyuhyun, P.O                | 4      |
| 2019 | Three Meals in Iceland                             | Eun Jiwon, Lee Soo-guen                                                                | 11     |
| 2019 | Ramyeonrator                                       | Kang Ho-dong                                                                           | 11     |
| 2020 | Mapo Hipster                                       | Mino, P.O Cameo: Kyuhyun                                                               | 21     |
| 2020 | Three Meals For 4 - 3 bữa 4 bạn                    | Sechs Kies (Eun Jiwon)                                                                 | 19     |
| 2020 | Lee's Kitchen Alone                                | Lee Soo-geun                                                                           |        |

Một số <Ngoại truyện> được đăng tải ở kênh Youtube của Na PD: 채널 십오야.

## Bài hát
• Pat Pat (Mino x P.O x Kyuhyun) - OST Kang's Kitchen.

## Trang chính thức
- Mùa 1
- Mùa 2
- Mùa 3
- Mùa 4
- Mùa 5
- Mùa 6
- Mùa 7
- Mùa 8